# África de las Heras
África de las Heras Gavilán, nota anche con lo pseudonimo Patria (Ceuta, 26 aprile 1906 o 1909 – Mosca, 8 marzo 1988), è stata una guerrigliera e agente segreto spagnola con cittadinanza uruguaiana naturalizzata sovietica.

## Biografia

### Primi anni
Nacque il 26 aprile 1906 o 1909 a Ceuta come secondogenita di Zoilo de las Heras Jiménez, militare, e Virtudes Gavilán de Pro, casalinga, in una famiglia borghese di stampo conservatore, monarchico e cattolico. La famiglia paterna annoverava due importanti esponenti locali: Manuel de las Heras, generale dell'esercito spagnolo che fu poi ucciso a Jaca durante la rivolta repubblicana del 1930, e Julián Francisco de las Heras Jiménez, giudice e sindaco di Ceuta tra il 1907 e il 1909 che fu poi assassinato l'11 aprile 1936.
Frequentò gli studi primari nella città natale per poi iscriversi al Colegio del Sagrado Corazón de Jesús di Madrid e infine al collegio di un monastero di Melilla. Tornata a Ceuta sposò, all'età di 19 anni, Francisco Javier Arbat Gil, tenente della Legione spagnola, ma le forti differenze tra i due resero difficile la convivenza e la coppia divorziò dopo la proclamazione della Seconda Repubblica.
Dopo il divorzio tornò a Madrid, dove entrò in contatto con membri del Partito Socialista Operaio Spagnolo (PSOE) e dell'Unione Generale dei Lavoratori (UGT), entrando poco dopo a far parte di entrambe le organizzazioni di cui condivideva gli ideali; in questo periodo conobbe Luis Pérez García-Lago, membro di spicco della federazione bancaria dell'UGT con cui ebbe una relazione, e Amaro del Rosal. Nel 1934 prese parte alla Rivoluzione delle Asturie, fungendo da collegamento tra i vari gruppi insurrezionalisti di Madrid e conoscendo il giovane leader comunista Santiago Carrillo.
Allo scoppio della Guerra civile nel 1936 si trovava a Barcellona, dove entrò a far parte delle Gioventù Socialiste Unificate (JSU) e del Partito Socialista Unificato della Catalogna (PSUC), entrando in contatto con Caridad Mercader e il figlio Ramón, con cui ebbe una relazione da cui nacque una figlia che però abbandonò appena nata. Nelle file del PSUC prese parte alle pattuglie di controllo cittadino e, secondo alcune testimonianze, fu anche interrogatrice nel centro di detenzione di San Elías. Forse proprio per tramite dei Mercader fu reclutata intorno al 1937 nel Commissariato del popolo per gli affari interni sovietico (NKVD) da Naum Ėjtingon, Ernő Gerő ed Aleksandr Michajlovič Orlov, venendo inviata a Mosca per l'addestramento dopo la vittoria di Francisco Franco.

### Nei servizi segreti sovietici
La prima missione che le fu assegnata, plausibilmente per la sua padronanza dello spagnolo e per la sua amicizia coi Mercader, fu quella di indagare sul dissidente sovietico Lev Trockij, principale antagonista di Iosif Stalin e che viveva in esilio in Messico dal 1938. Per questa ragione si recò in Norvegia per infiltrarsi nella Quarta Internazionale e successivamente, entro il 1939, si trasferì in Messico, dove pare abbia lavorato come segretaria nella casa di Trockij sotto lo pseudonimo di María de la Sierra, anche se l'importanza del ruolo di de las Heras nell'omicidio di Trockij, che fu compiuto materialmente dal compagno Ramón Mercader, non è mai stato chiarito.
Tornata a Mosca studiò per acquisire conoscenze in infermieristica e radiofonia. Nel 1942, pochi giorni dopo l'invasione tedesca dell'Unione Sovietica, si unì all'unità Pobediteli (in russo Победители?, "vittoriosi o vincitori"), guidata da Dmitrij Nikolaevič Medvedev e composta sia da spagnoli che da sovietici, che fu schierata in Ucraina, all'interno del fronte tedesco, con l'obiettivo di intercettare le comunicazioni dei tedeschi e di diffondere informazioni errate sui contingenti sovietici per confondere il nemico; il suo operato fu particolarmente apprezzato sia dal comandante dell'unità, Medvedev, che prima di morire chiese alla moglie di consegnare a de las Heras una copia del suo libro (in russo Это было под Ровно?, Ėto bylo pod Rovno, "Accadde presso Rovno") con la dedica "al radiooperatore preferito del comandante", che dal collega Nikolaj Ivanovič Kuznecov. Nel 1944 tornò a Mosca ed ottenne la cittadinanza sovietica e fu integrata all'interno dei servizi segreti come "agente segreto straniero", proseguendo nell'apprendimento del russo e divenendo esperta di radiofonia.

### La creazione di una rete di spie in America Latina
La sua missione successiva fu a Parigi, dove si recò nel 1946 con la copertura di un'attività di alta moda, per cercare un modo di recarsi in America meridionale con l'obiettivo di instaurarvi una rete di spionaggio sovietica. L'occasione le si presentò quando conobbe lo scrittore uruguaiano Felisberto Hernández, da poco separatosi dalla sua seconda moglie; i due si sposarono e nel 1948 la coppia si trasferì a Montevideo. La scelta di operare in Uruguay non fu casuale: nell'ottica sovietica si trattava di un paese piccolo, con pochi conflitti interni e senza alcun conflitto coi paesi confinanti, caratteristiche che lo rendevano perfetto per far operare l'intelligence senza destare sospetti nella controparte statunitense; inoltre era uno dei paesi rimasto neutrale durante la Seconda guerra mondiale, ricevendo l'appellativo di "Svizzera d'America".
Utilizzando lo pseudonimo di María Luisa de las Heras poté richiedere la cittadinanza uruguaiana e non appena ottenuta quest'ultima si separò da Hernández, col quale avrebbe convissuto appena tre anni e il quale, pur essendo all'oscuro della sua reale identità, ne era fortemente innamorato. La separazione era tuttavia necessaria per consentire a de las Heras di operare liberamente; secondo quanto ricostruito infatti non si sarebbe limitata a trasmettere informazioni agli altri agenti inviati in America Latina ma avrebbe contributo attivamente alla proliferazione di agenti segreti sovietici nei vari paesi sudamericani.
Nel 1956 le fu dato l'ordine di trasferirsi temporaneamente nella capitale argentina Buenos Aires per prendere contatti con un altro agente sovietico, l'italiano Giovanni Bertoni, noto anche con lo pseudonimo Valentino Marchetti, a cui era stato assegnato l'ordine di prendere le redini delle operazioni in America Latina. Per non destare sospetti i due si sposarono e tornarono a Montevideo, dove avviarono un'attività di antiquariato che gli permise di viaggiare in diversi paesi per instaurare ulteriori contatti e raccogliere informazioni.
La situazione rimase immutata fino alla morte improvvisa di Bertoni nel 1964 o 1965. Sebbene il certificato di morte riportasse che egli fosse morto per cause naturali, si ritiene che de las Heras ricevette direttamente da Mosca l'ordine di eliminarlo, poiché negli anni avrebbe sviluppato un atteggiamento critico nei confronti dei partiti comunisti dell'America meridionale e quindi, di riflesso, nei confronti dell'operato sovietico.

### Il ritorno in Unione Sovietica e gli ultimi anni
Nel 1968, tre anni dopo la morte del suo ultimo marito, fu richiamata in Unione Sovietica, dove fu accolta lodevolmente visto il suo operato e dove fu nominata istruttrice delle reclute destinate alla Spagna e all'America Latina, ricevendo il grado di colonnello. Ricevette numerose onorificenze tra cui l'Ordine della Stella rossa, la Medaglia al valor militare e la Medaglia partigiana di primo grado della Guerra Patriottica oltre che l'Ordine della Guerra Patriottica di secondo grado e il titolo di Collaboratore Onorario degli Organi di Sicurezza dello Stato per le sue azioni nel Fronte orientale della Seconda guerra mondiale; per il suo operato in Uruguay le fu conferito un secondo Ordine della Stella rossa oltre che un'altra Medaglia al valor militare e l'Ordine di Lenin per servizi speciali.
Rimase in servizio fino al 1985 o al 1987 e morì di cause naturali l'8 marzo 1988, venendo sepolta presso il Cimitero di Chovanskoe di Mosca.